# السنة الدولية للشباب
أعلنت سنة 1985 من قبل الأمم المتحدة بوصفها السنة الدولية للشباب. وكانت تهدف لتركيز الاهتمام على القضايا التي تهم الشباب وتتعلق بهم. تم التوقيع على الإعلان في 1 يناير 1985 من قبل الأمين العام للأمم المتحدة خافيير بيريز دي كوييار.

## الأحداث
على مدار العام، جرت الأنشطة في جميع أنحاء العالم. تم تنسيق هذه الأنشطة من قبل أمانة الشباب داخل مركز التنمية الاجتماعية والشؤون الإنسانية، في ذلك الوقت في مكاتب الأمم المتحدة في فيينا، النمسا. وكان مدير الأمانة، محمد شريف، هو أيضًا السكرتير التنفيذي للسنة الدولية للشباب. كان رئيس السنة الدولية للشباب هو نيكو تشاوشيسكو، نجل ديكتاتور رومانيا آنذاك نيكولاي تشاوشيسكو.
مع عدم تنظيم أي أحداث محددة بنفسها، تحت شعار العام «المشاركة، التنمية، السلام»، ساعدت أمانة السنة الدولية للشباب في تسهيل العديد من الأحداث التي تساعد على إنجاح السنة الدولية للشباب. في 11 أكتوبر 1985، لخص الأمين العام للأمم المتحدة، خافيير بيريز دي كوييار، في تقريره إلى الجمعية العامة، الأنشطة الرئيسية للسنة الدولية للشباب.
كان الحدث الرئيسي للأمم المتحدة للسنة الدولية للشباب هو المؤتمر العالمي للشباب الذي نظمته اليونسكو وعقد في برشلونة، إسبانيا 8-15 يوليو، 1985. أصدر «إعلان برشلونة»  حول الشباب.
الأحداث الدولية الأخرى المذكورة في تقرير الأمين العام (11 أكتوبر، 1985 A/40/701):
- المؤتمر الدولي للشباب ومهرجان الشباب العالمي (كينغستون، جامايكا، 6-10 أبريل 1985). أصدر «إعلان كينغستون» بشأن الشباب.[4]
- اللقاء الودي للشباب (بكين، الصين، 10-24 مايو 1985).
- المهرجان العالمي الثاني عشر للشباب والطلاب (موسكو، اتحاد الجمهوريات الاشتراكية السوفياتية، 27 يوليو - 3 أغسطس، 1985)
- مؤتمر السنة الدولية للشباب حول القانون (مونتريال، 5-9 أغسطس، 1985)